# Boryslav
Boryslav (en ucraniano: Борисла́в; en polaco: Borysław) es una ciudad de Ucrania perteneciente al raión de Drohóbych de la óblast de Leópolis. 
En 2019 tenía 33 537 habitantes. Es sede de un municipio que incluye como pedanías seis pueblos que suman otros seis mil habitantes a su población: Popelí, Úrizh, Výnnyki, Mokriany, Pidmonastyrok y Yasenytsia-Silna.
Se ubica en la periferia suroccidental de Drogóbich, sobre las carreteras T1402 y T1415.

## Historia
Entre los siglos IX y XIII se ubicaba aquí una fortaleza llamada Tustan, que formaba parte de las defensas occidentales y meridionales de la Rus de Kiev. Más tarde, la localidad se integró en el principado de Galitzia-Volynia y, tras incorporarse al territorio polaco, en 1387 se menciona por primera vez como una localidad de realengo bajo la administración directa de la reina Eduviges. En la partición de 1772 fue anexionada al reino de Galitzia y Lodomeria durante más de un siglo, período durante el cual se desarrolló gracias a sus yacimientos de petróleo. Obtuvo el estatus de ciudad en 1906.
Durante la Segunda República Polaca, llegó a producir cuatro quintas partes del petróleo polaco y era conocida como la "Bakú polaca". En la Segunda Guerra Mundial fue gravemente dañada la ciudad por los invasores alemanes, quienes asesinaron a más de diez mil judíos de la localidad, trasladados principalmente a Janowska y Bełżec. La Unión Soviética reconstruyó la localidad como una ciudad ucraniana y actualmente sigue siendo un importante centro petrolero.
Entre 1959 y 2020 se organizó como una ciudad de importancia regional, formando una unidad directamente subordinada a la óblast de Leópolis, que hacía funciones de raión para el asentamiento de tipo urbano de Sjídnytsia. A partir de 2020 se integró en el raión de Drohóbych.